# Staatsschuldenquote in Finnland
Die Staatsschuldenquote Finnlands gibt das Verhältnis zwischen den finnischen Staatsschulden einerseits und dem finnischen nominalem Bruttoinlandsprodukt andererseits an.

## Entwicklung in den letzten Jahren
Die Staatsschuldenquote Finnlands stieg aufgrund der Finanzkrise zwischen 2008 und 2013 an. Entsprach die Staatsverschuldung von 63,0 Mrd. Euro Ende 2008 einer Staatsschuldenquote von 32,5 %, so erreichte die Staatsschuldenquote Ende 2013 angesichts eines Schuldenstandes von dann inzwischen 110,2 Mrd. Euro einen Wert von 54,7 %. Im Jahr 2014 stieg die Staatsschuldenquote an, da neben den wirtschaftlichen Problemen beim Großkonzern Nokia auch mehrere Exportsektoren wie die Papierbranche und die Metall- und Maschinenindustrie schwächeln. Zudem wirkten sich die Rezession in Russland sowie die westlichen Sanktionen gegen den wichtigen Handelspartner im Osten negativ aus.

## Prognostizierte Entwicklung
Der Internationale Währungsfonds geht davon aus, dass die Staatsschuldenquote Finnlands bis Ende 2019 bei einem Schuldenstand von dann 140,8 Mrd. Euro auf 58,3 % ansteigt. Damit würde Finnland das Maastricht-Kriterium von höchstens 60 % erreichen.